# Stojan Ganew
Stojan Dimitrow Ganew (ur. 23 lipca 1955 w Pazardżiku, zm. 1 lipca 2013 w Greenwich) – bułgarski prawnik, pedagog, dyplomata i polityk.
Pod koniec lat 80. działacz opozycji antykomunistycznej, po Okrągłym Stole wicepremier i minister spraw zagranicznych w rządzie Filipa Dimitrowa (1991–1992), a następnie Przewodniczący 47. Zgromadzenia Ogólnego ONZ (1992). Po upadku gabinetu Dimitrowa ograniczył swoją aktywność publiczną i poświęcił się pracy wykładowcy uniwersyteckiego. Do polityki powrócił jeszcze na początku XXI wieku, kiedy przez pół roku pełnił obowiązki Szefa Kancelarii Premiera Symeona Sakskoburggotskiego (2001–2002).

## Życiorys
W młodości był sekretarzem Komsomołu im. Konstantina Weliczkowa. Następnie skupił się na działalności naukowej: ukończył studia na Wydziale Prawa Uniwersytetu im. Klemensa z Ochrydy w Sofii (1979), w 1985 roku obronił na Uniwersytecie Moskiewskim doktorat, a cztery lata później został profesorem prawa. Pracował jako wykładowca w Sofii oraz w Fundacji Konrada Adenauera w Niemczech.
Pod koniec lat 80. zaangażował się w działalność polityczną. W 1990 roku został przewodniczącym Zjednoczonego Centrum Demokratycznego, które niedługo potem weszło w skład Związku Sił Demokratycznych, największej w kraju organizacji opozycyjnej. Kiedy w listopadzie 1991 roku ZSD odsunął od władzy rządzących przez cały okres powojenny komunistów, Ganew wszedł do gabinetu kierowanego przez Filipa Dimitrowa na stanowiska wicepremiera i ministra spraw zagranicznych.
Pod koniec istnienia rządu został także Przewodniczącym 47. Zgromadzenia Ogólnego Organizacji Narodów Zjednoczonych. Następnie wycofał się z życia publicznego. W latach 1996–2001 był profesorem Uniwersytetu w Bridgeport w Stanach Zjednoczonych.
Do polityki powrócił po wyborach parlamentarnych w 2001 roku, kiedy do władzy doszedł liberalny Narodowy Ruch Symeon Drugi. Ganew został Szefem Kancelarii Premiera Symeona Sakskoburggotskiego, ale już w lutym 2002 roku złożył dymisję z tego stanowiska. Stwierdził, że jej przyczyną były zmiany organizacyjne w Kancelarii.
Od tej pory pracował na Uniwersytecie Nowojorskim.
Zmarł w szpitalu na chorobę nowotworową.